# Wavforme
wavforme（ウェーブフォーム）は、日本の同人サークル、インディーズのレコードレーベル。

## 概要
日本のインディーズ・レコードレーベルである「Otographic Music」に所属するメンバーが中心となって2015年に発足した。楽曲のジャンルはクラブミュージック系のものが大半を占めているが、松澤由美を招き仮想アニメソングを制作するなどジャンルレスな側面もある。
コミックマーケットやM3に出店するなど同人活動を行うことでレーベルが成り立っている。所属するメンバーには音楽ゲームに楽曲提供を行っているアーティストが多く、音楽ゲームをきっかけとして同レーベルを知る人も多いという。